# Ermita de San Isidro (Valladolid)
La ermita de San Isidro es una ermita ubicada en la ciudad de Valladolid. Es la única de todas las ermitas que hubo en Valladolid que se conserva actualmente. Está dedicada a San Isidro Labrador, patrón de los agricultores. Entre los días 13 y 15 de mayo de cada año se celebra una romería.

## Historia
Hacia el año 1494, se creó la cofradía de "Nuestra Señora de la O y bendito Isidro Labrador", que celebraba sus cultos en la iglesia de San Andrés. En 1602 se aprobó su regla, y la cofradía dudaba entre edificar una capilla en la iglesia de San Andrés o una ermita propia. Finalmente prosperó la idea de la ermita propia y en 1622, con motivo de la canonización de San Isidro, los cofrades clavaron una cruz en el lugar elegido para su construcción, aunque esta no se llevó a cabo hasta 1692. En 1698 recibe las imágenes de sus titulares, San Isidro Labrador y Santa María de la Cabeza. En 1885, durante la epidemia de cólera de ese verano, sirvió como hospital.

## Estilo
La fachada del edificio es sencilla, desprovista de adornos, está formada por una portada en arco de medio punto sobre la que hay una lucerna rectangular, está rematada por ático con dos espadañas para las campanas.
El interior es de una sola nave de orden toscano y forma de cruz latina, dividida por contrafuertes interiores con pilastras adosadas, está cubierta con bóveda de cañón con lunetos y yeserías. El crucero está cubierto con cúpula ciega soportada por pechinas y adornada con yeserías.
El retablo mayor de estilo rococó es del siglo XVIII, en él se ubican las esculturas de San Isidro Labrador y Santa María de la Cabeza, realizadas por el escultor Juan de Ávila. También hay figuras de San Emeterio de Barcelona y San Laurencio. El conjunto está coronado por un ático rematado con dos angelotes, que contiene una pintura que representa a San Rafael con Tobías.